# Marián Chobot
Marián Chobot (Topoľčany, 31 agosto 1999) è un calciatore slovacco, attaccante del Ružomberok.

## Caratteristiche tecniche
È un'ala sinistra.

## Carriera

### Club
Cresciuto nel settore giovanile del Nitra, ha esordito in prima squadra il 5 settembre 2018 in occasione dell'incontro di Slovenský Pohár vinto 7-0 contro il Dvory nad Žitavou, match dove ha messo a segno una doppietta.

### Nazionale
Ha giocato nelle nazionali giovanili slovacche Under-17 ed Under-21.

## Statistiche
Statistiche aggiornate al 30 ottobre 2020.

### Presenze e reti nei club
| Stagione        | Squadra         | Campionato      | Campionato | Campionato | Coppe nazionali | Coppe nazionali | Coppe nazionali | Coppe continentali | Coppe continentali | Coppe continentali | Altre coppe | Altre coppe | Altre coppe | Totale | Totale | Totale |
| Stagione        | Squadra         | Comp            | Pres       | Reti       | Comp            | Pres            | Reti            | Comp               | Pres               | Reti               | Comp        | Pres        | Reti        | Pres   | Reti   |        |
| --------------- | --------------- | --------------- | ---------- | ---------- | --------------- | --------------- | --------------- | ------------------ | ------------------ | ------------------ | ----------- | ----------- | ----------- | ------ | ------ | ------ |
| 2018-2019       | Nitra           | SL              | 22         | 2          | CS              | 3               | 3               |                    | -                  | -                  |             | -           | -           | 25     | 5      |        |
| 2019-2020       | Nitra           | SL              | 24+2       | 4          | CS              | 3               | 0               |                    | -                  | -                  |             | -           | -           | 29     | 4      |        |
| 2020-2021       | Nitra           | SL              | 10         | 1          | CS              | 0               | 0               |                    | -                  | -                  |             | -           | -           | 10     | 1      |        |
| Totale carriera | Totale carriera | Totale carriera | 58         | 7          |                 | 6               | 3               |                    | -                  | -                  |             | -           | -           | 64     | 10     |        |

## Palmarès

### Club

#### Competizioni nazionali
- Coppa di Slovacchia: 1

Ružomberok: 2023-2024